# Курорт-Самоцвіт
Курорт-Самоцві́т (рос. Курорт-Самоцвет) — селище у складі Алапаєвського міського округу (Верхня Синячиха) Свердловської області.
Населення — 651 особа (2010, 892 у 2002).
Національний склад населення станом на 2002 рік: росіяни — 95 %.